# Pantalone

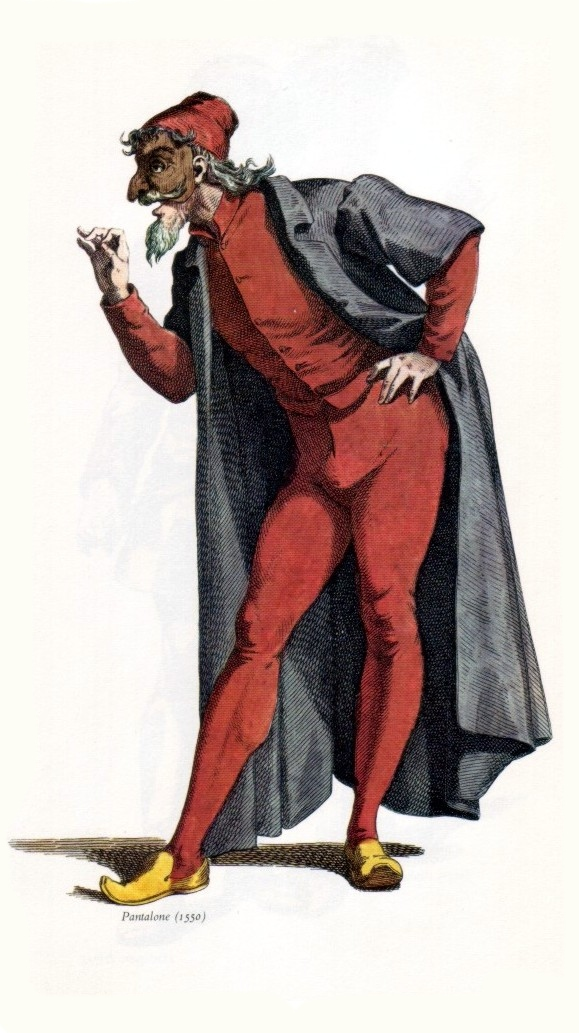
Pantalone såsom Maurice Sand på 1800-talet föreställde sig att han sett ut på 1500-talet.

Pantalone är en av de i det italienska folklustspelet, commedia dell'arte, ständigt förekommande figurerna. 
Pantalone är en narraktig, gammal girig köpman från Venedig vanligen kärlekskrank och offer för sin familj och sina tjänares bedrägeri och gyckel. Namnet härrör av att Pantalone var ett vanligt dopnamn i Venedig där helgonet Pantaleon hölls i stor ära.

## Kostym
Merparten av Pantalones dräkt är röd, och inkluderar en hatt i grekisk stil, jacka, kalott, en svart och röd kappa eller rock, samt gula turkiska tofflor. Pantalone har skäggig mask och vanligen till fotsulan räckande långbyxor, efter honom kallade "pantalonger" , som på 1790-talet började användas som beteckning på långa åtsittande byxor. I Sverige lanserades strumptygspantalonger troligtvis av Gustav III, som tog inspiration från teaterns värld .